# 马库斯·齐默尔曼
马库斯·齐默尔曼（德語：Markus Zimmermann，1964年9月4日—），德国男子雪车运动员。他曾代表德国参加1992年、1994年、1998年和2002年冬季奥林匹克运动会雪车比赛，获得二枚金牌、一枚银牌和一枚铜牌。